# Pan-Amerikaanse kampioenschappen judo 2016
De Pan-Amerikaanse kampioenschappen judo 2016 waren de 40ste editie van de Pan-Amerikaanse kampioenschappen judo en werden gehouden in Havana, Cuba, van donderdag 28 april tot en met zaterdag 30 april 2016. 

## Resultaten

### Mannen
| Gewichtsklasse | Goud                   | Zilver         | Brons                             |
| -------------- | ---------------------- | -------------- | --------------------------------- |
| – 60 kg        | Felipe Kitadai         | Sérgio Pessoa  | Juan Postigos Eric Takabatake     |
| – 66 kg        | Charles Chibana        | Eduardo Araujo | Antoine Bouchard Ángel Hernández  |
| – 73 kg        | Arthur Margelidon      | Alex Pombo     | Magdiel Estrada Alonso Wong       |
| – 81 kg        | Antoine Valois-Fortier | Travis Stevens | Victor Penalber Iván Felipe Silva |
| – 90 kg        | Tiago Camilo           | Colton Brown   | Thomas Briceño Robert Florentino  |
| – 100 kg       | José Armenteros        | Kyle Reyes     | Luciano Corrêa Marc Deschenes     |
| + 100 kg       | Rafael Silva           | David Moura    | José Cuevas Alex García Mendoza   |

### Vrouwen
| Gewichtsklasse | Goud           | Zilver                      | Brons                                |
| -------------- | -------------- | --------------------------- | ------------------------------------ |
| – 48 kg        | Sarah Menezes  | Paula Pareto                | Nathália Brígida Dayaris Mestre      |
| – 52 kg        | Érika Miranda  | Ecaterina Guica             | Angelica Delgado Gretel Romero       |
| – 57 kg        | Marti Malloy   | Catherine Beauchemin-Pinard | Anailis Dorvigni Rafaela Silva       |
| – 63 kg        | Mariana Silva  | Maricet Espinosa            | Estefania García Stéfanie Tremblay   |
| – 70 kg        | Yuri Alvear    | Kelita Zupancic             | María Pérez Elvismar Rodríguez       |
| – 78 kg        | Kayla Harrison | Mayra Aguiar                | Kaliema Antomarchi Yalennis Castillo |
| + 78 kg        | Idalys Ortíz   | Maria Altheman              | Melissa Mojica Rochele Nunes         |

## Medaillespiegel
| Plaats | Land                   | Goud | Zilver | Brons | Totaal |
| 1      | Brazilië               | 7    | 4      | 6     | 17     |
| 2      | Canada                 | 2    | 5      | 3     | 10     |
| 3      | Verenigde Staten       | 2    | 2      | 1     | 5      |
| 4      | Cuba                   | 2    | 1      | 8     | 11     |
| 5      | Colombia               | 1    | 0      | 0     | 1      |
| 6      | Mexico                 | 0    | 1      | 2     | 3      |
| 7      | Argentinië             | 0    | 1      | 0     | 1      |
| 8      | Peru                   | 0    | 0      | 2     | 2      |
| 8      | Puerto Rico            | 0    | 0      | 2     | 2      |
| 10     | Chili                  | 0    | 0      | 1     | 1      |
| 10     | Dominicaanse Republiek | 0    | 0      | 1     | 1      |
| 10     | Ecuador                | 0    | 0      | 1     | 1      |
| 10     | Venezuela              | 0    | 0      | 1     | 1      |
| Totaal | Totaal                 | 14   | 14     | 28    | 56     |

1952 · 
1956 · 
1958 · 
1960 · 
1965 · 
1968 · 
1970 · 
1972 · 
1974 · 
1976 · 
1978 · 
1980 · 
1982 · 
1984 · 
1985 · 
1988 · 
1990 · 
1992 · 
1994 · 
1996 · 
1997 · 
1998 · 
1999 · 
2000 · 
2001 · 
2002 · 
2003 · 
2004 · 
2005 · 
2006 · 
2007 · 
2008 · 
2009 · 
2010 · 
2011 · 
2012 · 
2013 · 
2014 · 
2015 · 
2016 · 
2017 · 
2018 · 
2019 · 
2020 · 
2021